# François Paradis

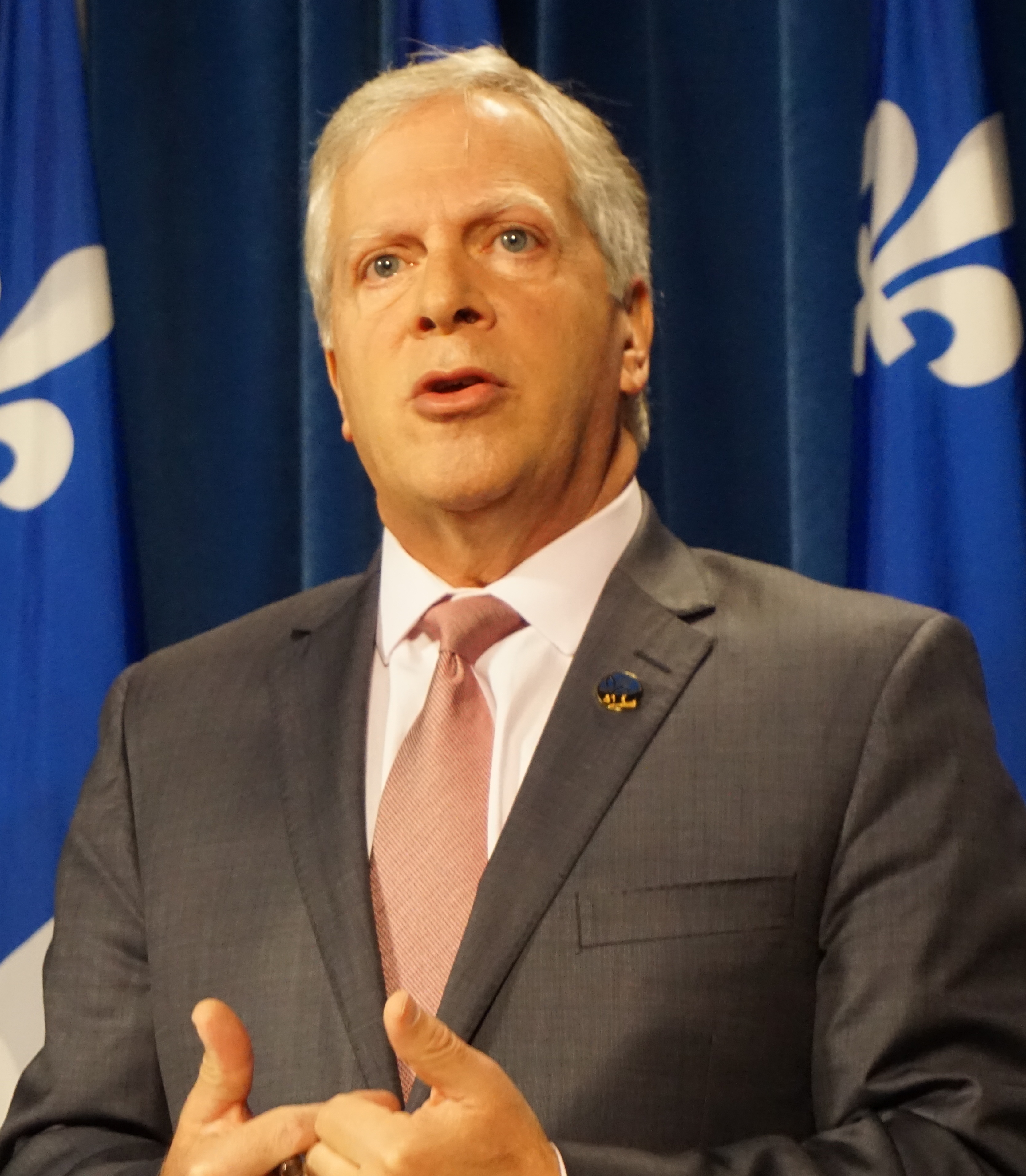
François Paradis (2015)

François Paradis (* 28. März 1957 in Sorel, Québec) ist ein kanadischer Journalist und Politiker der Coalition Avenir Québec (CAQ), der von 2018 bis 2022 Präsident der Nationalversammlung von Québec war.

## Leben
François Paradis absolvierte ein Studium der Fächer Politikwissenschaft und Journalistik an der Universität Laval, welches er mit einem Bachelor beendete. Er absolvierte zudem praktische Abschnitte im Bereich Information und Nachrichtenwesen in Paris und war teilweise bereits während des Studiums zwischen 1976 und 1987 als Journalist bei verschiedenen Radiosendern wie CJRP, CHRC, CKCV, CKAC sowie von 1984 bis 2012 als Moderator und Nachrichtensprecher bei Fernsehsendern wie Télé 4, TVA und CBC/Radio-Canada tätig. Darüber hinaus arbeitete er als Referent und Kommunikationstrainer für zahlreiche Organisationen und Unternehmen.
Bei einer Nachwahl am 20. Oktober 2014 wurde Paradis für die Coalition Avenir Québec (CAQ) im Wahlkreis „Lévis“ als Nachfolger seines am 15. August 2014 zurückgetretenen Parteifreundes Christian Dubé erstmals zum Mitglied der Nationalversammlung von Québec gewählt und gehörte dieser nach seiner Wiederwahl am 1. Oktober 2018 bis zur Wahl am 3. Oktober 2022 an, woraufhin sein Parteifreund Bernard Drainville diesen Wahlkreis gewann. Zu Beginn seiner Parlamentszugehörigkeit war er zunächst Sprecher der Opposition für zahlreiche Themen und fungierte bereits vom 5. Mai 2015 bis 23. August 2018 als Leiter von Parlamentssitzungen.
Am 27. November 2018 wurde François Paradis zu Beginn der 42. Legislaturperiode als Nachfolger von Jacques Chagnon von der Parti libéral du Québec Präsident der Nationalversammlung und war als solcher in Personalunion zugleich Präsident des Büros der Nationalversammlung, Präsident der Kommission der Nationalversammlung sowie Vorsitzender des Unterausschusses für Parlamentsreform. Am 28. Februar 2019 wurde er des Weiteren Vorsitzender des Beratenden Ausschusses für parlamentarische Diplomatie. Er bekleidete diese Funktionen bis zum 28. August 2022, ehe Nathalie Roy mit Beginn der 43. Legislaturperiode am 29. November 2022 neue Präsidentin der Nationalversammlung wurde.

## Veröffentlichung
- a job ou ma vie…, Éditions Druide inc., Québec 2014